# Dennis Erickson
Dennis Brian Erickson (Everett, Washington, 1947. március 24. –) amerikai amerikaifutball-játékos és -edző, több egyetemi és profi csapat vezetőedzője.
2016 végén nyugdíjba vonult, de 2018-ban a Salt Lake Stallions munkatársaként tért vissza.

## Fiatalkora
Everettben és Ferndale-ben nőtt fel. Édesapja, Robert „Pinky” Erickson a Ferndale és Cascade középiskolák edzője volt; Dennis Erickson a rivális Everett High-nál játszott, edzője szomszédjuk, Bill Dunn. Amikor Erickson 1989-ben a Miami Hurricanes vezetőedzője lett, pullmani otthonát bérbe adta egykori játékostársának, Mike Price-nak.
1965-ben érettségizett és beiratkozott a Montanai Állami Egyetemre, ahol 1966 és 1968 között a Montana State Bobcats quarterbackje volt. Elnyerte az All-Conference elismerést és a Szigma Alfa Epszilon diákszövetség tagja volt. Diplomaszerzését követően a Bobcats, majd a billingsi katolikus középiskola edzőjeként dolgozott.

## Edzőhelyettesként
1971 és 1973 között a Bobcats edzőhelyettese, majd 1974–1975-ben az Idaho Vandals támadókoordinátora volt; utóbbi pozíciót a Fresno State Bulldogsnál és a San Jose State Spartansnél is betöltötte. Utóbbi csapatnál a puskaformációjú, „szétszóródó” támadótechnikát alkalmazták.
1980-ban jelölték a Weber State Wildcats vezetőedzői pozíciójára, de azt Mike Price kapta meg.

## Vezetőedzőként

### Egyetemi

#### Idaho Vandals
1981. december 11-én az utolsó mérkőzés előtt kilenc nappal kirúgott Jerry Davitch utódjaként az Idaho Vandals vezetőedzője lett; egyéves szerződése 38 001 dollárról szólt. Sikeres támadótechnikáit alkalmazva a csapat legeredményesebb edzője lett és kétszer jutottak ki a divízióbajnokságra. 1981-ben eredményük 3–8 volt, de ez Erickson első szezonjában 8–3-ra javult. A Boise State Broncos elleni mérkőzéssorozaton öt vesztes játékot követően 4–0-ra nyertek és a következő 11 mérkőzésen is győztek.
Több jelentős quarterbacket (például Scott Linehan) vett fel a csapathoz. Erőfeszítéseivel a korábban sikertelen csapatot a divízió egyik legjobbjává fejlesztette. Erickson előtt 1938 óta nem voltak egymás után győztes szezonjaik, de érkezésével 1982 és 1996 között minden szezont megnyertek, és tizenegyszer vettek részt a divízióbajnokságon (ebből kétszer az elődöntőbe jutottak). 1985-ös, negyedik szezonjában 47 940 dolláros fizetést kapott.
2006. február 8-án Nick Holt lemondása miatt bejelentették Erickson visszatérését; a csapatnak 1999 óta csak egy nyertes szezonja volt. Nyilatkozata szerint ez az utolsó munkahelye; utolsó szezonjában 215 ezer dolláros kompenzációt kapott.
2018-ban bekerült az egyetemi dicsőségcsarnokba.

#### Wyoming Cowboys
1985. december 2-án négy évre a Wyoming Cowboys vezetőedzőjévé nevezték ki. Éves fizetése hatvanezer dollár volt, emellett a sajtóbevételekből húszezer dollárt kapott és ingyen használhatta a laramie-i szolgálati lakást. Az 1986-os szezont követően elfogadta a Washington State Cougars ajánlatát; azt nyilatkozta, hogy bánja, hogy ez azelőtt napvilágra került, hogy játékosainak elmondhatta volna.

#### Washington State Cougars
1987. január 7-én a Washington State Cougars vezetőedzői pozíciójának elfogadásával teljesítette életcélját. Ötéves szerződése évi hetvenezer dollárról szólt, emellett a médiabevételek és sajtótájékoztatók után évi harmincezer dollárt kapott. Első szezonjában 3–7–1-es, de 1988-ban már 9–3-as eredményt értek el és 1916 óta először kijutottak a bowlmérkőzésre. Ugyan azt nyilatkozta, hogy nem távozik a Cougarstól, 1989 márciusában elfogadta a Miami Hurricanes ajánlatát.

#### Miami Hurricanes
A Miami Hurricanesnél magas elvárásokat támasztottak vele szemben, mivel elődje, Jimmy Johnson alatt a csapat négy szezonban is legalább tíz mérkőzést megnyert és 1987-ben nemzeti bajnok lett. Erickson alatt két országos bajnokságot nyertek, emellett 87,5%-os győzelmi aránya a csapat történetének legmagasabbika. 1993-ban 1985 óta először kevesebb mint tíz mérkőzést nyertek és a következő két bowlt elveszítették. 1991-ben az egyetem maga jelentette az NCAA felé, hogy 1985-ben, Jimmy Johnson második szezonjában jogosulatlanul utaltak ki Pell-ösztöndíjakat; a szövetségi oktatási minisztérium Erickson távozása után nem sokkal megállapította, hogy ő maga nem felelős.
2005-ben az egyetemi dicsőségcsarnok tagja lett. Az ESPN-en 2009. december 12-én bemutatott The U című filmben beszél a Hurricanesnél töltött időről.

#### Oregon State Beavers
1999 januárjában az Oregon State Beavers vezetőedzője lett; ötéves szerződése évi háromszázezer dolláros fizetésről szólt. Ekkoriban a csapatot a konferencia „pincelakóinak” nevezték, és Ericksonnal szemben sem voltak magasak az elvárások. Első szezonjában 7–5-ös eredményt értek el, ami 29 év óta az első nyertes volt, valamint 35 év után először kijutottak a bowlmérkőzésre. A sikeres évet követően Ericksonnak jobb feltételeket ajánlottak.
A következő évben megszakadt a USC Trojans ellen 33 éve fennálló vesztes széria és 1964 óta először megosztva megnyerték a konferenciabajnokságot. Mind a támadó-, mind a védőjátékra országosan is felfigyeltek, és a 2001-es bowlt 41–9-re megnyerték. A 2000-es szezon végén az AP Pollban addigi legjobb, negyedik helyezésüket érték el; a média szerint ha kijutottak volna a bowlra, megnyerik. A 2001-es szezon kezdete előtt a Sports Illustrated a csapatot az ország legjobbjának nevezte; végül 5–6-os eredményt értek el.
Ericksont 2000-ben a The Sporting News az év edzőjének választotta, és a USC Trojans vezetőedzői posztjára is jelölték, azonban a Beavers fizetését 7,2 millió dollárra emelte, így maradt. 2003-ban, szerződésének lejárta előtt távozott; ez egyes szurkolókból ellenérzést váltott ki, viszont mások szerint jelentős szerepe volt a sportcsapat újjászületésében.
2020-ban az egyetemi dicsőségcsarnok tagja lett.

#### Arizona State Sun Devils
2006. december 9-én az Arizona State Sun Devils vezetőedzőjévé nevezték ki; az intézmény 2,8 millió kötbért fizetett elődjének, a kirúgott Dirk Koetternek és 150 ezer dollárt Erickson munkáltatójának, az Idaho Vandalsnek. 2007-ben megosztva elnyerték a Pacific-10 Conference bajnoki címét és kijutottak a Holiday Bowlra; Ericksont emellett a konferencia az év edzőjének választotta, Thomas Weber játékos pedig elnyerte a Lou Groza-díjat. Első szezonjában félmillió dolláros fizetése volt, emellett a San Francisco 49erstől kétmilliós kötbért kapott. Hátralévő idejére fizetése évi 1,275 millióra nőtt, 2008-ban pedig szerződését 2012-ig meghosszabbították.
Később négy Territorial-kupát veszítettek, emellett 2011 végén négy mérkőzésen is kikaptak, így november 28-án Ericksont kirúgták, de a decemberi vesztes bowlmérkőzésen még részt vehetett.

### NFL

#### Seattle Seahawks
Miután a Denver Broncos és a Philadelphia Eagles ajánlatát is visszautasította, 1995 januárjában évi egymillió dolláros fizetésért a Seattle Seahawks vezetőedzője lett. Első szezonjában John Friesz játékával a 2–6-os eredményük 8–7-re fordult. Az 1996-os 7–9-es eredmény volt Erickson legrosszabbja; 1997-ben a csapatot megvásárolta Paul Allen, ekkor vezették az országos passzranglistát. Erickson kirúgni kényszerült a speciális csapat edzőjét, Dave Arnoldot, akit Pete Rodriguez váltott.
1998-ban egymás után három játékot megnyertek, majd ugyanennyit el is veszítettek. A New York Jets elleni 1998-as mérkőzésen egy rövid touchdown miatt kaptak ki, ami miatt Ericksont kirúgták, az NFL pedig a következő szezonban visszaállította a videóbírót.
Utolsó, 1999-es szezonjában fizetése 1,3 millió dollár volt.

#### San Francisco 49ers
2003 februárjában öt évre évi 2,5 milliós fizetésért a San Francisco 49ers vezetőedzőjévé nevezték ki. A csapatnál komoly bérsapkaproblémák voltak, és a 2004-es 2–14-es eredmény miatt Ericksont és Terry Donahue vezérigazgatót is menesztették. Erickson felvétele a szurkolókat és a médiát is meglepte, illetve a csapatot kritizálták azért, mert a korábbi vezetőedző, Steve Mariucci pótlása a szokásosnál hosszabb ideig tartott. A szurkolók úgy gondolták, hogy John York hiába vette át a csapatot 2000-ben sógorától, Edward J. DeBartolo Jr., valójában nem ő irányított. Az edzőkeresés szempontok nélkül zajlott és több jelölt is visszalépett. Az utolsó körben három védőkoordinátort tartottak esélyesnek, de végül a támadószemléletű Erickson lett a befutó, aki időszűkében nem tudott stábot alkotni. Mivel erőszakos támadóstratégiája eltért a játékosok által megszokottól, jelentős vereségeket szenvedtek, és ötéves ciklusát nem tölthette ki.

### 2013-tól
2013 februárjában Brian Johnsonnal a Utah Utes támadókoordinátorai lettek. Erickson szerint az amerikai futball az élete, és örömmel tért vissza. 2016. december 30-án, 47 éves pályafutást követően vonult újra nyugdíjba. 2018-ban tíz mérkőzésre a Salt Lake Stallions vezetőedzőjévé nevezték ki, de a szezon az AAF 2019. áprilisi csődje miatt nyolc játék után megszakadt.

## Családja
Feleségével, Marylinnel két fiuk (Bryce és Ryan) született. Bryce Erickson tanácsadója volt az Arizona State Sun Devilsnél.

## Eredményei vezetőedzőként

### Egyetemi
| Év                                               | Eredmény                           | Eredmény                           | Helyezés                           | Továbbjutás                        | Rangsor                            | Rangsor                            |
| Év                                               | Összesített                        | Konferencia                        | Helyezés                           | Továbbjutás                        | Coaches                            | AP                                 |
| Idaho Vandals (Big Sky Conference)               | Idaho Vandals (Big Sky Conference) | Idaho Vandals (Big Sky Conference) | Idaho Vandals (Big Sky Conference) | Idaho Vandals (Big Sky Conference) | Idaho Vandals (Big Sky Conference) | Idaho Vandals (Big Sky Conference) |
| ------------------------------------------------ | ---------------------------------- | ---------------------------------- | ---------------------------------- | ---------------------------------- | ---------------------------------- | ---------------------------------- |
| 1982                                             | 9–4                                | 5–2                                | T-1.                               | NCAA negyeddöntő                   | –                                  | –                                  |
| 1983                                             | 8–3                                | 4–3                                | T-3.                               | –                                  | –                                  | –                                  |
| 1984                                             | 6–5                                | 4–3                                | T-3.                               | –                                  | –                                  | –                                  |
| 1985                                             | 9–3                                | 6–1                                | 1.                                 | NCAA első kör                      | –                                  | –                                  |
| Wyoming Cowboys (Western Athletic Conference)    |                                    |                                    |                                    |                                    |                                    |                                    |
| 1986                                             | 6–6                                | 4–4                                | T-4.                               | –                                  | –                                  | –                                  |
| Wyoming:                                         | 6–6                                | 4–4                                | –                                  | –                                  | –                                  | –                                  |
| Washington State Cougars (Pacific-10 Conference) |                                    |                                    |                                    |                                    |                                    |                                    |
| 1987                                             | 3–7–1                              | 1–5–1                              | 9.                                 | –                                  | –                                  | –                                  |
| 1988                                             | 9–3                                | 5–3                                | T-3.                               | Aloha Bowl                         | 16                                 | 16                                 |
| Washington State:                                | 12–10–1                            | 6–8–1                              | –                                  | –                                  | –                                  | –                                  |
| Miami Hurricanes (Független)                     |                                    |                                    |                                    |                                    |                                    |                                    |
| 1989                                             | 11–1                               | –                                  | –                                  | Sugar Bowl                         | 1                                  | 1                                  |
| 1990                                             | 10–2                               | –                                  | –                                  | Cotton Bowl                        | 3                                  | 3                                  |
| Miami Hurricanes (Big East Conference)           |                                    |                                    |                                    |                                    |                                    |                                    |
| 1991                                             | 12–0                               | 2–0                                | 1.                                 | Orange Bowl                        | 2                                  | 1                                  |
| 1992                                             | 11–1                               | 4–0                                | 1.                                 | Sugar Bowl                         | 3                                  | 3                                  |
| 1993                                             | 9–3                                | 6–1                                | 2.                                 | Fiesta Bowl                        | 15                                 | 15                                 |
| 1994                                             | 10–2                               | 7–0                                | 1                                  | Orange Bowl                        | 6                                  | 6                                  |
| Miami:                                           | 63–9                               | 19–1                               | –                                  | –                                  | –                                  | –                                  |
| Oregon State Beavers (Pacific-10 Conference)     |                                    |                                    |                                    |                                    |                                    |                                    |
| 1999                                             | 7–5                                | 4–4                                | 5.                                 | Oahu Bowl                          | –                                  | –                                  |
| 2000                                             | 11–1                               | 7–1                                | T-1.                               | Fiesta Bowl                        | 5                                  | 4                                  |
| 2001                                             | 5–6                                | 3–5                                | 7.                                 | –                                  | –                                  | –                                  |
| 2002                                             | 8–5                                | 4–4                                | T-4.                               | Insight Bowl                       | –                                  | –                                  |
| Oregon State:                                    | 31–17                              | 18–14                              | –                                  | –                                  | –                                  | –                                  |
| Idaho Vandals (Western Athletic Conference)      |                                    |                                    |                                    |                                    |                                    |                                    |
| 2006                                             | 4–8                                | 3–5                                | 6.                                 | –                                  | –                                  | –                                  |
| Idaho:                                           | 36–23                              | 22–14                              | –                                  | –                                  | –                                  | –                                  |
| Arizona State Sun Devils (Pac-12 Conference)     |                                    |                                    |                                    |                                    |                                    |                                    |
| 2007                                             | 10–3                               | 7–2                                | T-1.                               | Holiday Bowl                       | 13                                 | 16                                 |
| 2008                                             | 5–7                                | 4–5                                | T-6.                               | –                                  | –                                  | –                                  |
| 2009                                             | 4–8                                | 2–7                                | 9.                                 | –                                  | –                                  | –                                  |
| 2010                                             | 6–6                                | 4–5                                | T-5.                               | –                                  | –                                  | –                                  |
| 2011                                             | 6–7                                | 4–5                                | T-3.                               | Macao Bowl                         | –                                  | –                                  |
| Arizona State:                                   | 31–31                              | 21–24                              | –                                  | –                                  | –                                  | –                                  |
| Összesen:                                        | 179–96–1                           | –                                  | –                                  | –                                  | –                                  | –                                  |
| Jelmagyarázat: Országos bajnok Konferenciabajnok |                                    |                                    |                                    |                                    |                                    |                                    |

### Profi

#### NFL
| Csapat              | Év        | GY | V  | %    | Helyezés |
| ------------------- | --------- | -- | -- | ---- | -------- |
| Seattle Seahawks    | 1995      | 8  | 8  | .500 | 3.       |
| Seattle Seahawks    | 1996      | 7  | 9  | .438 | 4.       |
| Seattle Seahawks    | 1997      | 8  | 8  | .500 | 3.       |
| Seattle Seahawks    | 1998      | 8  | 8  | .500 | 3.       |
| Eredmény:           | Eredmény: | 31 | 33 | .484 | –        |
| San Francisco 49ers | 2003      | 7  | 9  | .438 | 3.       |
| San Francisco 49ers | 2004      | 2  | 14 | .125 | 4.       |
| Eredmény:           | Eredmény: | 9  | 23 | .281 | –        |
| Összesen:           | Összesen: | 40 | 56 | .417 | –        |

#### AAF
| Csapat              | Év   | GY | V | %    |
| ------------------- | ---- | -- | - | ---- |
| Salt Lake Stallions | 2019 | 2  | 5 | .286 |

## Fordítás
- Ez a szócikk részben vagy egészben  a   Dennis Erickson című angol Wikipédia-szócikk ezen változatának fordításán alapul.  Az eredeti cikk szerkesztőit annak laptörténete sorolja fel. Ez a jelzés csupán a megfogalmazás eredetét és a szerzői jogokat jelzi, nem szolgál a cikkben szereplő információk forrásmegjelöléseként.